# Dactylorhiza kulikalonica
Dactylorhiza kulikalonica är en orkidéart som beskrevs av Chernyak.. Dactylorhiza kulikalonica ingår i Handnyckelsläktet som ingår i familjen orkidéer. Inga underarter finns listade i Catalogue of Life.